# Louis Braun

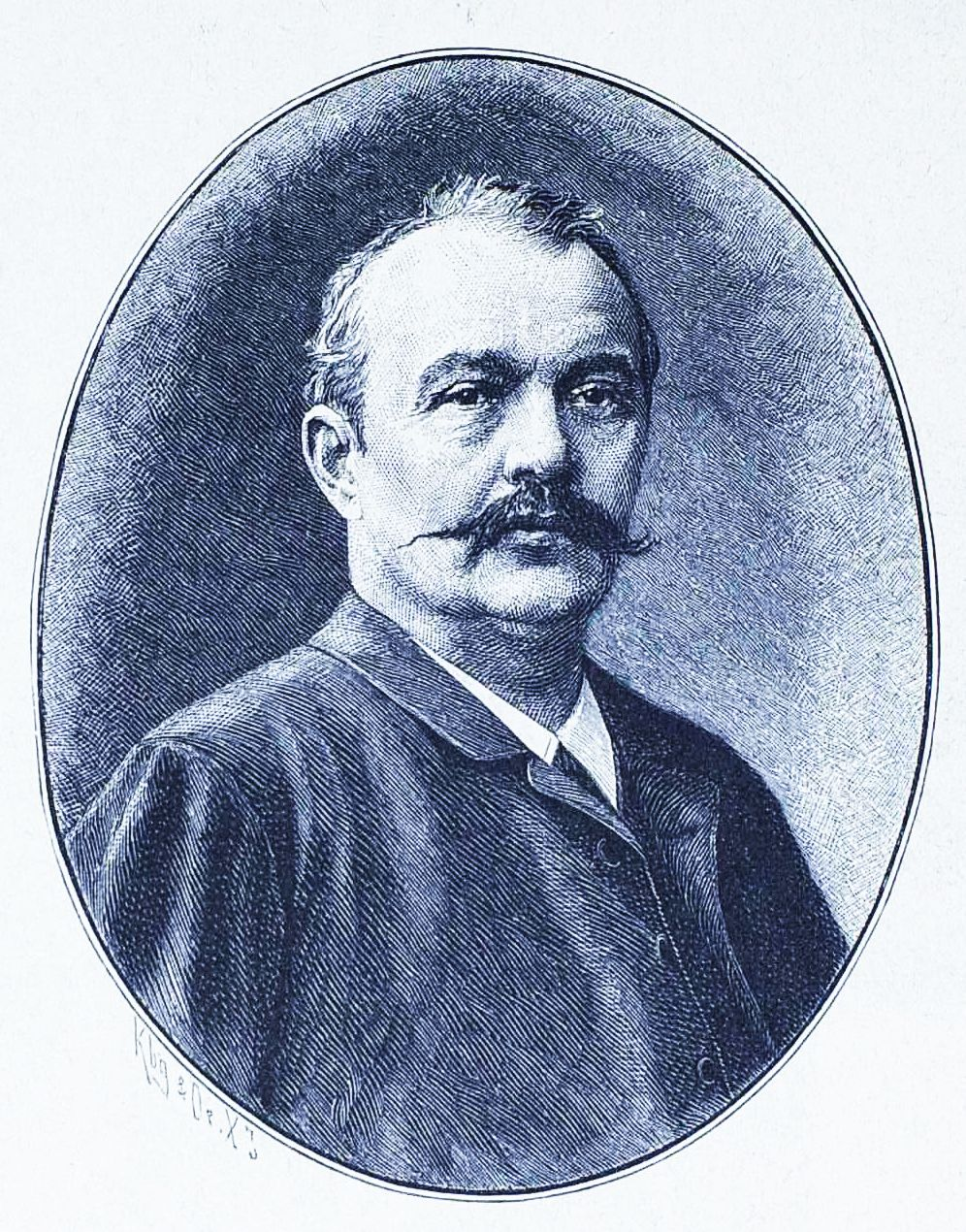
Louis Braun (1884)

Louis Braun (Schwäbisch Hall, 23 september 1836 – München, 18 februari 1916), doopnaam Ludwig Braun, was kunstprofessor aan de Kunstacademie van München en een zeer belangrijke historieschilder, vooral bekend om zijn grote, patriottische schilderijen met scènes van veldslagen.

## Biografie
Louis Braun studeerde eerst aan de polytechnische school en daarna aan de kunstacademie in Stuttgart. In 1857 werd hij lid van het Corps Stauffia, een studentenvereniging in Stuttgart. In 1859 ging hij naar Parijs, waar hij een leerling werd van Horace Vernet, die ook een grote invloed had op zijn latere werk, en in 1860 naar München.
In de Tweede Duits-Deense Oorlog van 1864 vergezelde Louis Braun de Oostenrijkse troepen. In opdracht van keizer Frans Jozef I van Oostenrijk maakte hij een serie aquarellen met gevechtsimpressies en drie schilderijen van gevechten. Graaf Hunolstein, een kunstminnende edelman, gaf Braun de opdracht een cyclus van schilderijen te maken over de geschiedenis van zijn familie. De schilder voerde deze opdracht in Neurenberg uit. Hier werd hij sterk geïnspireerd door de middeleeuwse stad en schilderde hij ook het Toernooi van Neurenberg, dat in het jaar 1496 had plaatsgevonden.
Braun nam voor studiedoeleinden deel aan de veldtochten van de Oostenrijks-Pruisische Oorlog (1866) en de Frans-Duitse Oorlog (1870-1871) om hier op het slagveld indrukken te verzamelen. Hij specialiseerde zich steeds meer in militaire schilderkunst. Voor groothertog Frederik Frans II van Mecklenburg-Schwerin (de vader van de Nederlandse prins Hendrik) creëerde de kunstenaar verschillende scènes uit de gevechten van het 2e Pruisische reservekorps in 1866, die grote erkenning kregen. Vervolgens kreeg Braun de opdracht om een fries voor het stadhuis van Ulm te ontwerpen. 
Louis Braun maakte ook tal van schilderijen over gebeurtenissen uit de Frans-Pruisische oorlog van 1870-1871, deels wederom namens de hertog van Mecklenburg die een van zijn bewonderaars was. Deze schilderijen werden later vaak gebruikt ter herinnering aan dit gewapende conflict en maakte de kunstenaar erg geliefd. Daarna schilderde hij ook nog een cyclus van 23 afbeeldingen over de rol van het Beierse leger in deze oorlog, van hun opmars tot hun ceremoniële intocht in München. De bekendste oorlogsschilderijen van Braun uit 1870/71 zijn:
- Slag om Wörth
- Capitulatie van Sedan
- Aanval van de Württembergse kurassiers op Mont Mesly voor Parijs
- Binnenkomst van de Mecklenburgse troepen in Orleans
- Binnenkomst van het Duitse leger in Parijs.

Uiteindelijk ging Louis Braun monumentale panoramaschilderijen maken, een kunstvorm die net in de mode was gekomen. Braun, die naar München was verhuisd, richtte daarvoor in 1883 op de Theresienhöhe een atelier ter grootte en vorm van een panoramagebouw op en had daar een hele staf van schilders en assistenten in dienst die voor hem werkten. Louis Braun schilderde in totaal acht panorama's:
- 1880, Slag bij Sedan
- 1882, Slag bij Wissembourg
- 1883, Bestorming van Saint-Privat
- 1884, Cavalerie-aanval op Mars-la-Tour, ook Bredow's dodenrit genoemd
- 1885, Panorama van de Duitse koloniën, samen met Hans von Petersen
- 1888, Slag bij Villiers-Champigny
- 1892, Slag bij Lützen
- 1894, Slag bij Murten, Panoramastiftung Murten (in depot)[1]

Vanaf 1889 was Louis Braun professor voor kunst aan de Kunstacademie van München. In die tijd maakte hij de illustraties voor een militair standaardwerk voor het Beierse leger.
Brauns atelier op de Theresienhöhe in München  werd in 1907 gesloopt. Met de opkomst van de film was de belangstelling voor panorama's snel afgenomen. In oktober 1915 brandde het laatste nog overgebleven panoramagebouw in München, het panoramagebouw Theresienhöhe 2a, na brandstichting af. Hier waren onder andere vier van Brauns panoramaschilderijen (Slag bij Sedan, Slag bij Wissembourg, Cavalerie-aanval op Mars-la-Tour en Slag bij Lützen) opgeslagen, die allemaal verbrandden. Drie andere panoramaschilderijen zijn eveneens verloren gegaan, alleen het panoramaschilderij van de Slag bij Murten is tot heden bewaard gebleven.
Braun stierf in 1916 en werd begraven op het oude Nordfriedhof in München waar zijn graf nog steeds te bezoeken is.

## Afbeeldingen

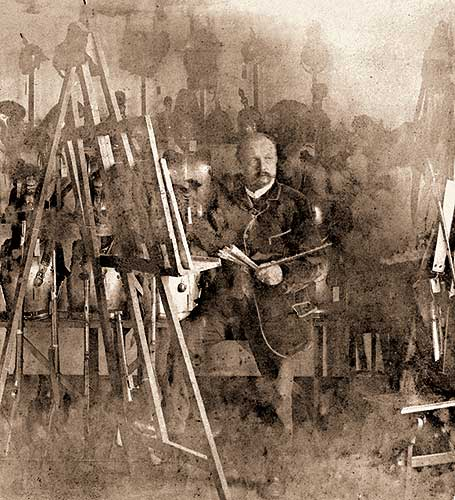
Louis Braun in zijn atelier
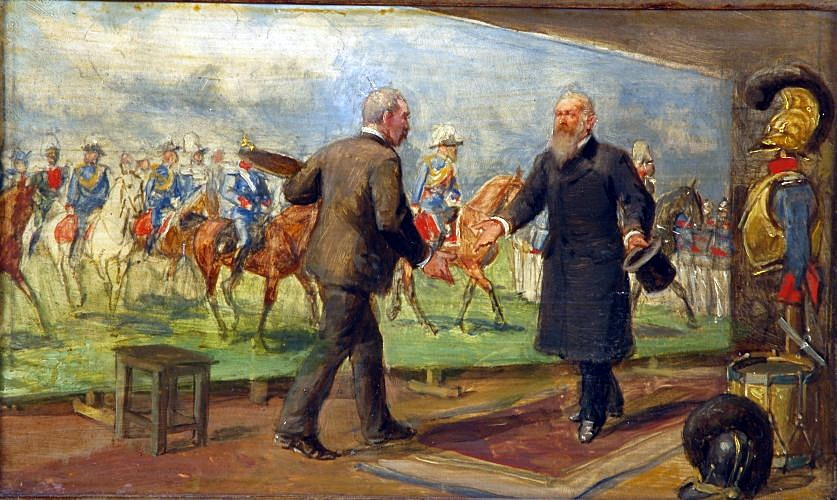
Luitpold van Beieren bezoekt in 1896 Louis Braun bij het schilderen van het schilderij Parade auf dem Oberwiesenfeld
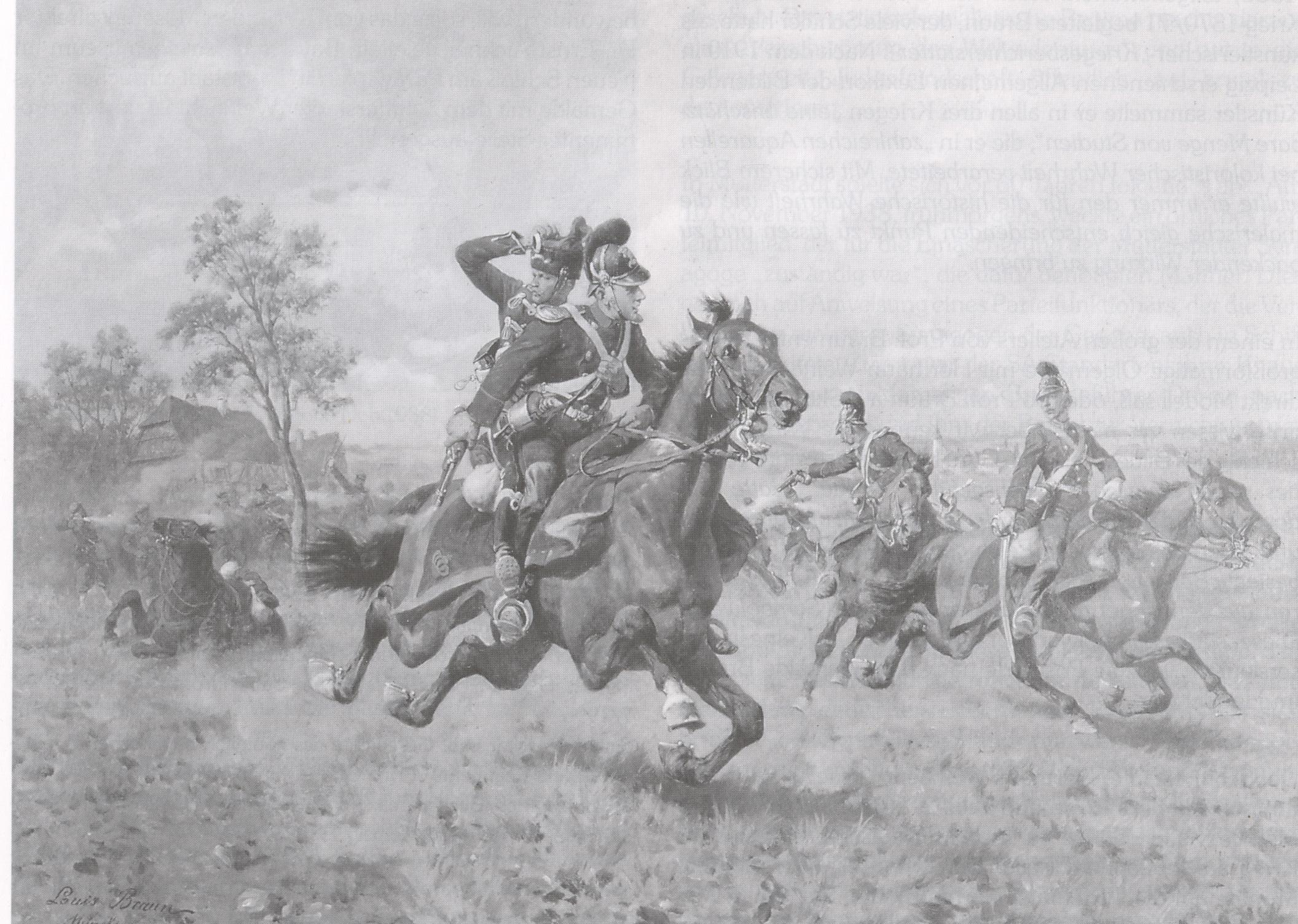
Gevecht bij Sturzelbronn
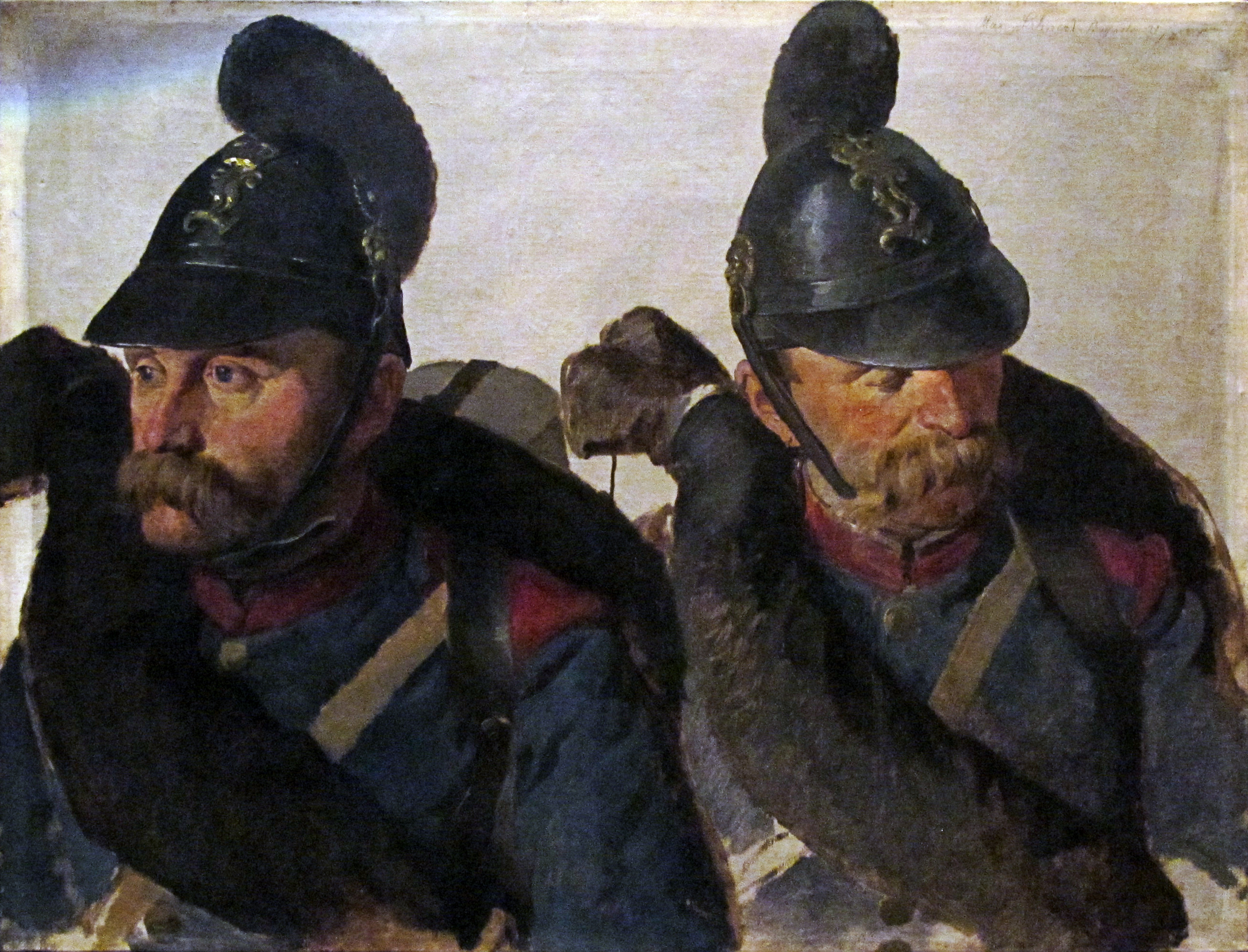
Beierse infanterist Max Lehner